# Скит священномученика Корнилия Сотника
Скит священномученика Корнилия Сотника (англ. Hermitage of Saint Cornelius) — мужской монастырь Русской православной церкви заграницей (РПЦЗ), расположенный в США неподалеку от города Белен (Нью-Мексико) в каньоне Дель Рио.

## История и современное состояние
Монастырь был основан в 2010 году в пустыне у подножия в Нью-Мексико. На 2016 год он занимал 50 акров земли, и является единственной частной собственностью на окружающей территории в 14 тыс. акров. Братия рассматривает его как полуотшельническое сообщество, в котором большая часть времени посвящена уединенной келейной молитве. Монастырь использует устав святого Колумбы и юлианский календарь, его престольный праздник, день святого Корнилия, отмечается 26 (13 по старому стилю) сентября. Богослужения проходят на английском, иногда — на испанском языке. Настоятель скита — иеромонах Джошуа (Анна). В настоящее время монастырь собирает документацию для экологической сертификации своих построек по системе LEED.

## Социальное служение
В монастыре ведется работа по помощи ветеранам боевых действий, страдающим от ПТСР и черепно-мозговых травм, а также действующим военнослужащим. Скит разрабатывает проект «поселка святого Димитрия Солунского» — общежития в стиле традиционной мексиканской деревни и центра восстановления для ветеранов, к помощи которым, помимо монахов, планируется привлечь психологов и социальных работников. Монастырь также снабжает продовольствием малоимущих и бездомных ветеранов в районе Альбукерке.
Монастырь поддерживает Ассоциацию православных военнослужащих святого Георгия, для которой изготавливает крестики и четки, а также предоставляет информацию о православном капелланстве в Ираке и Афганистане, и госпитальное общество святой Марии Скобцовой, оказывающее помощь малоимущим. При ските открыто кладбище святого Тобиаса, на котором хоронят в основном жертв уличного насилия и наркомании, а также одиноких и бедных, не имевших семьи и друзей, способных организовать похороны.